# یر، فرانسه
یر، فرانسه (به فرانسوی: Yerres) یک کامین در فرانسه است که در Canton of Yerres واقع شده‌است.

## خصوصیات
یر ۹٫۸۴ کیلومترمربع مساحت و ۲۹٬۱۱۳ نفر جمعیت دارد و ۴۵ متر بالاتر از سطح دریا واقع شده‌است.